# Berkelium
Berkelium is een scheikundig element met symbool Bk en atoomnummer 97. Het is een grijs of zilverwit actinoïde.

## Ontdekking
Berkelium is voor het eerst gesynthetiseerd in 1949 door Glenn Seaborg, Albert Ghiorso, Stanley Thompson en Kenneth Street aan de Universiteit van Californië - Berkeley. Hierbij maakten zij gebruik van een cyclotron om americium-241 te bombarderen met neutronen.
De naam berkelium is afgeleid van de naam van de universiteit waar het element voor het eerst is gesynthetiseerd.

## Toepassingen
Het radioactieve berkelium wordt slechts in zeer kleine hoeveelheden geproduceerd voor wetenschappelijk onderzoek. Industriële toepassingen komen niet voor.

## Eigenschappen
Hoewel berkelium nog nooit is geïsoleerd, is er al voldoende materiaal geproduceerd om onderzoek te kunnen doen naar enkele eigenschappen. Met redelijke zekerheid is aan te nemen dat het een metaal is dat vrij eenvoudig oxideert aan de lucht en oplost in verdunde minerale zuren.
Röntgendiffractietechnieken hebben bijgedragen aan de identificatie van enkele berkeliumverbindingen zoals oxiden, het fluoride en het oxychloride. In de biologie speelt berkelium geen rol.

## Verschijning
In de natuur komt berkelium op aarde niet voor. Het wordt op kunstmatige wijze geproduceerd.

## Isotopen
| Stabielste isotopen | Stabielste isotopen | Stabielste isotopen | Stabielste isotopen | Stabielste isotopen | Stabielste isotopen |
| Iso                 | RA (%)              | Halveringstijd      | VV                  | VE (MeV)            | VP                  |
| ------------------- | ------------------- | ------------------- | ------------------- | ------------------- | ------------------- |
| 247Bk               | syn                 | 1380 j              | α                   | 5,889               | 243Am               |
| 248Bk               | syn                 | 9 j                 | α                   | 5,803               | 244Am               |
| 249Bk               | syn                 | 320 d               | α                   | 8,700               | 245Am               |

Er zijn 19 radio-isotopen bekend, waarvan 247Bk met een halveringstijd van 1380 jaar het stabielst is. 248Bk en 249Bk hebben een halveringstijd van respectievelijk ruim 9 jaar en 320 dagen. De overige isotopen hebben halveringstijden van minder dan 5 dagen.

## Toxicologie en veiligheid
Over de toxicologie van berkelium is zeer weinig bekend.